# Abrahams Pool
Abrahams Pool – ploso (fishing pool) w kanadyjskiej prowincji Nowa Szkocja, w hrabstwie Inverness (46°23′41″N, 60°58′15″W), na rzece Northeast Margaree River; nazwa urzędowo zatwierdzona 20 maja 2004 (na podstawie wniosku Margaree Salmon Association).